# Горњи Пиксари
Горњи Пиксари (грч. Άνω Πυξάρι, Ано Пиксари) је насељено место у општини Паранести у периферији Источна Македонија и Тракија, Грчка. Према попису из 2021. године било је 18 становника.
Горњи Пиксари су 1913. године имали 78 житеља Турака. Године 1923. турско становништво је принудно исељено у Турску а на њихово место је насељено 25 грчких избегличких породица, којих је на попису из 1928. године било 87. Село се раније звало Горњи Шимширли.